# ريد كيلي (لاعب كرة قاعدة)
ريد كيلي (بالإنجليزية: Red Kelly) هو لاعب كرة قاعدة أمريكي، ولد في 15 نوفمبر 1884 في يونيون في الولايات المتحدة، وتوفي في 4 فبراير 1961 في زيفيرهيلز في الولايات المتحدة.

## وصلات خارجية
- ريد كيلي على موقعبيزبول رفرنس.كوم (الدوري الرئيسي) (الإنجليزية)
- ريد كيلي على موقعبيزبول رفرنس.كوم (الدوري الثانوي) (الإنجليزية)